# University Park (Florida)
University Park és una concentració de població designada pel cens dels Estats Units a l'estat de Florida. Segons el cens del 2000 tenia 26.538 habitants.

## Demografia
Segons el cens del 2000, University Park tenia 26.538 habitants, 8.646 habitatges, i 6.501 famílies. La densitat de població era de 2.523,7 habitants/km².
Dels 8.646 habitatges en un 27,1% hi vivien nens de menys de 18 anys, en un 55,3% hi vivien parelles casades, en un 15,2% dones solteres, i en un 24,8% no eren unitats familiars. En el 18,1% dels habitatges hi vivien persones soles el 9,4% de les quals corresponia a persones de 65 anys o més que vivien soles. El nombre mitjà de persones vivint en cada habitatge era de 2,96 i el nombre mitjà de persones que vivien en cada família era de 3,32.
Per edats la població es repartia de la següent manera: un 17,6% tenia menys de 18 anys, un 14,7% entre 18 i 24, un 25% entre 25 i 44, un 23,7% de 45 a 60 i un 19% 65 anys o més.
L'edat mediana era de 39 anys. Per cada 100 dones de 18 o més anys hi havia 80,6 homes.
La renda mediana per habitatge era de 40.039 $ i la renda mediana per família de 48.451 $. Els homes tenien una renda mediana de 30.884 $ mentre que les dones 25.861 $. La renda per capita de la població era de 17.249 $. Entorn del 9,8% de les famílies i el 14,4% de la població estaven per davall del llindar de pobresa.

## Poblacions més properes
El següent diagrama mostra les poblacions més properes.